# Ковачевич, Перо
Перо Ковачевич (хорв. Pero Kovačević, род. 2 марта 1957, Босанска-Дубица, Босния и Герцеговина) — хорватский юрист и политик. Ковачевич был самым активным членом парламента во время 5-го созыва Сабора, хорватского парламента.
Ковачевич является членом Ассоциации юристов Вуковара 1991 года, ассоциации, занимающейся преступлениями, совершёнными силами Югославской народной армии и другими сербскими силами во время Хорватской войны за независимость.

## Ранние годы
Ковачевич родился в Босанске-Дубице, ныне Босния и Герцеговина. В 1980 году окончил юридический факультет Загребского университета.

## Политическая карьера
В 1999 году Ковачевич вступил в националистическую Хорватскую партию права (HSP). Он был членом президиума партии.
22 декабря 2003 года Ковачевич стал депутатом Сабора от националистической партии HSP. Во время V созыва Сабора он был самым активным членом парламента. В 2007 году Ковачевич вступил в разногласия с председателем партии Анто Джапичем. В связи с этим он объявил о выходе из партии, однако позже отозвал своё заявление об отставке и заявил, что будет баллотироваться на пост президента партии. 5 апреля 2008 года он был исключён из HSP.
После выхода из HSP в сентябре 2009 года Ковачевич присоединился к Хорватской партии права доктора Анте Старчевича (HSP AS) во главе с Ружей Томашич. Ковачевич становится заместителем председателя партии.
30 января 2011 года Ковачевич выдвинул обвинение против Домагоя Ивана Милошевича, в то время вице-президента правительства, и его компании «Pastor» за предполагаемое преступление, совершённое в процессе приватизации. Государственный аудит зафиксировал нарушения в бизнесе компании «Pastor» Милошевича, а именно конвертацию казначейских акций в обыкновенные акции и прощение долга в размере 2,6 млн. долл. Наблюдательным советом его компании. Однако Милошевич заявил, что эта приватизация была справедливой.
5 марта 2011 года, после того как Ковачевич подал обвинительный акт за предполагаемое преступление в процессе приватизации компаний Pastor и TDZ, а также после того, как он принял участие в демонстрации ветеранов в поддержку хорватских генералов в Гааге, его партия HSP AS отстранила его от должности на 90 дней; однако Ковачевич объявил о своём выходе из партии из-за несогласия с её политикой.
На процессе генерала Ивана Чермака перед Международным трибуналом по бывшей Югославии Ковачевич был членом группы защиты Чермака.
Он стал таковым по совету президента Хорватии Иво Йосиповича. Чермак предстал перед судом вместе с Анте Готовиной и Младеном Маркачем и был единственным, оправданным по приговору суда первой степени.
Во время предвыборной кампании в парламент Хорватии 2011 года Ковачевич призвал все правые партии выступить на выборах сообща. Председатель HSP Даниэль Срб также призвал все правые партии действовать сообща, однако Ружа Томашич не согласилась с инициативой Срба. Партия HSP AS Томашич получила одно место в парламенте, в то время как партия HSP Срба не получила ни одного места, хотя его партия набрала больше голосов.
В январе 2012 года во время кампании по продвижению вступления Хорватии в Евросоюз министр иностранных дел Хорватии Весна Пусич заявила, что если Хорватия не вступит в Евросоюз, хорваты не будут получать никаких пенсий. Ковачевич обвинил Пусич в шантаже и угрозах и заявил, что она таким заявлением нарушила закон. Вскоре после этого евроскептики обвинили Пусич в суде в запугивании граждан.